# Карасик, Хая Абрамовна
Ха́я Абра́мовна Кара́сик (15 марта 1925, Кременчуг, Кременчугский округ, УССР — 4 октября 2009, Биробиджан, Еврейская автономная область, Россия) — швея-мотористка Биробиджанской текстильно-швейной фабрики Министерства лёгкой промышленности РСФСР, Герой Социалистического Труда (1971).

## Биография
Родилась 15 марта 1925 года в городе Кременчуг Кременчугского округа УССР (ныне Полтавская область Украины) в семье рабочих. В 1932 году с семьёй переехала на Дальний Восток во вновь образованный Биробиджанский район, сначала в Сталинский район области, с 1938 года — в Биробиджан, где Хая окончила 6 классов еврейской школы № 2.
В апреле 1941 года (по другим данным, в 1940 году) устроилась на Биробиджанскую государственную швейную фабрику ученицей швеи, связав с фабрикой всю свою трудовую деятельность. Во время Великой Отечественной войны на фабрике изготавливалось военное обмундирование и парашюты.
Член КПСС (с 1959). За высокие показатели в труде (регулярно выполняла план на 120—130 процентов) отмечена благодарностями, почётными грамотами, государственными наградами. Ударник коммунистического труда (1968).
Указом Президиума Верховного Совета СССР от 5 апреля 1971 года «за выдающиеся успехи в досрочном выполнении заданий пятилетнего плана и большой творческий вклад в развитие производства тканей, трикотажа, обуви, швейных изделий и другой продукции лёгкой промышленности» удостоена звания Героя Социалистического Труда с вручением ордена Ленина и золотой медали «Серп и Молот».
Вела общественную работу: была партгрупоргом бригады, членом цехового и фабричного комитета профсоюза, членом областного комитета КПСС, избиралась депутатом областного Совета депутатов трудящихся.
Жила в Биробиджане, где умерла 4 октября 2009 года.
Награждена 2 орденами Ленина (9.06.1966: 5.04.1971), медалями, в том числе «За трудовую доблесть» (07.03.1960). Почётный гражданин Биробиджана (18.06.1987).

## Семья
Муж — Савелий Яковлевич Шабанов, трое сыновей.